# Смерть на Нілі (п'єса)
«Смерть на Нілі» (англ. Murder on the Nile/Hidden Horizon) — детективна п'єса англійської письменниці Агати Крісті, написана у 1946 року на основі роману «Смерть на Нілі».

## Дійові особи
- Бідселерс, торговець.
- Стевард, метрдотель.
- Гелен.
- Крістіна Гнант, племінниця Гелен.
- Вільям Сміт, гарний зломник
- Луїза, покоївка Кей.
- Доктор Бесснер, лікар з іншої країни.
- Кей Ріджвен-Мостін, найбагатша дівчина Англії.
- Саймон Мостін, її чоловік.
- Канон Амброс, її дядько.
- Жаклінн де Северан, її колишня найкраща подруга.
- МакНайт, капітан.